# متحف العاصمة بكين
متحف العاصمة (بالصينية: 首都 博物馆) هو متحف الفن في بكين، الصين. أفتتح في عام 1981، انتقل المتحف إلى مبناه الحالي في عام 2006، وهو يضم مجموعة كبيرة من قطع الخزف القديمة، والبرونزية، وفن الخط العربي، والرسم، واليشب، ومنحوتات كثيرة يصل عددها إلى 200.000 قطعة اثرية وتماثيل بوذية من الصين الإمبراطورية فضلا عن الثقافات الآسيوية الأخرى. كان يقع هذا المتحف سابقاً في متحف «كونفوشيوس تيمبل» على طريق بكين. يقع على مساحة قدرها 60.000 متر. مربع. وهو مقصد سياحي شهير وخاصة لهواة الثقافة وقد أحصي عدد الزوار في أول خمسة أشهر لعام 2007 م وكان 160000 زائر.

## موقع المتحف
خطط ان يقع المتحف في معبد كونفوشيوس وجهز في عام 1953 وافتح رسميا في 1981, واعتبر من أكبر المباني التي تمثل حضارة بكين في الخطة الخمسيه العاشره.اما المتحف الجديد قد وافقت عليه إدارة حكومة مدينة بكين.
- في عام 1991 وافق عليه مجلس الدولة بعد موافقة المجلس الاعلى للتنمية والإصلاح.
- في ديسمبر 2001. تحت رعاية واهتمام الحكومة في بكين وبعد مرور اربع سنوات من العمل الشاق أصبح المتحف من ابرز المعالم الموجودة في شارع شان ان بوسط العاصمة الصينيه بما يتميز به المتحف من تكنولوجيا متقدمه والمعارض الضخمة بداخله والمعمار المميز وقد أصبح المتحف من أهم الرموز الحضاريه والتاريخية في مدينة بكين.[3]

المتحف هو الطريق الأفضل الذي من خلاله تعرف تاريخ الامم وحضارتها. يحوي تراث تاريخي يمتد إلى الاف السنين. من خلال رؤية هذا التراث يمكن تخيل مدى الابداع الذي اشتهر به الصينيون منذ قديم الزمن. بالإضافة إلى فنون عديدة يحويها المتحف.

## تصميم المتحف
فكرة التصميم المعماري لمتحف العاصمة هي «باعتبار أن الناس هو الأساس وأن الترث هو الأساس ويخدم المجتمع»، وتؤكد «الانسجام والتوحيد بين الماضي والمستقبل وبين التاريخ والحداثة وبين الفنون والطبيعة».
مبنى متحف العاصمة يعتبر العمل المعماري الفني الذي فيه تندمج الجمال الكلاسيكية والحديثة، ولا يتميز بالخصائص القومية القوية فقط، بل يمتاز بشعور الحداثة البارزة.
السقف الحديدي والجدران الزجاجية وغيرها تظهر خطوة العصرنة القوية لبكين، والفضاء الكبير والرفيع وكفاءة البصرية الواضحة تتواكب مع اتجاه الموضة الدولية في مجال البناء المعاصر. السقف الضخم الذي يتدلى الهندسة المعمارية الصينية التقليدية؛ ولديه الجدران الحجرية الطويلة التي ترمز إلى سور المدينة في الصين القديم؛ ولديه السفح في الميدان الذي يرجع إلى طراز البناء على القاعدة الرفيعة من التقاليد المعمارية القديمة؛ وعلى الأراضي خارج البوابة الشمالية للقاعة تزينت بالدرجات الحمراء من أسلوب أسرة تشينغ الملكية، وداخل القاعة قوس مزخرف من أسلوب أسرة منيغ الملكية، التي تعكس أسلوب المحور المركزي على السطح للمعالم المعمارية التقليدية الصينية؛ وجناح البرونزية بشكل بيضاوي يميل خارج الجدار التي تحمل معنى عميقا أن التراث تخرج من الأرض.
استخدام كثير من البرونز والأخشب والطوب يظهر على نطاق أوسع عمقا تاريخيا. والمواد الحجرية التي تستخدم لأراضي الميدان الشمالي والقاعة الكبير أنها مصنوعة في منطقة فانغشان التي ظلت تقدم المواد الحجرية لبناء بكين منذ القدم؛ والمزينات الخارجية لقاعة المعرض المربعة هي من خشب الدردار الأكثر شيوعا في بكين؛ والمزينات الخارجية لقاعة المعرض البيضاوية تستخدم البرونز، وبنفس عروق البرونز في عهد شي تشو التي اكتشفت في بكين.
ينقسم داخل المبنى الجديد للمتحف إلى ثلاثة مبان منفصلة، أي الجناح المستطيل والجناح البيضوي لموضوع خاص ومبنى المكاتب والبحوث بشكل شريط. وبجانب هذه المباني توجد القاعة المركزية وحديقة غابة البامبو الداخلية.
استخدام الضوء الطبيعي والقوس المزخرف الصيني القديم وحديقة غابة البامبو الغارقة والمياه المترنم، كلها خلقت للناس بيئة تمتاز بالجو الثقافي والعاطفة الطبيعية.
عند انتهاء بناء المتحف، تلقى الثناء العالي من كافة الدوائر في الداخل والخارج.

## طوابق المتحف

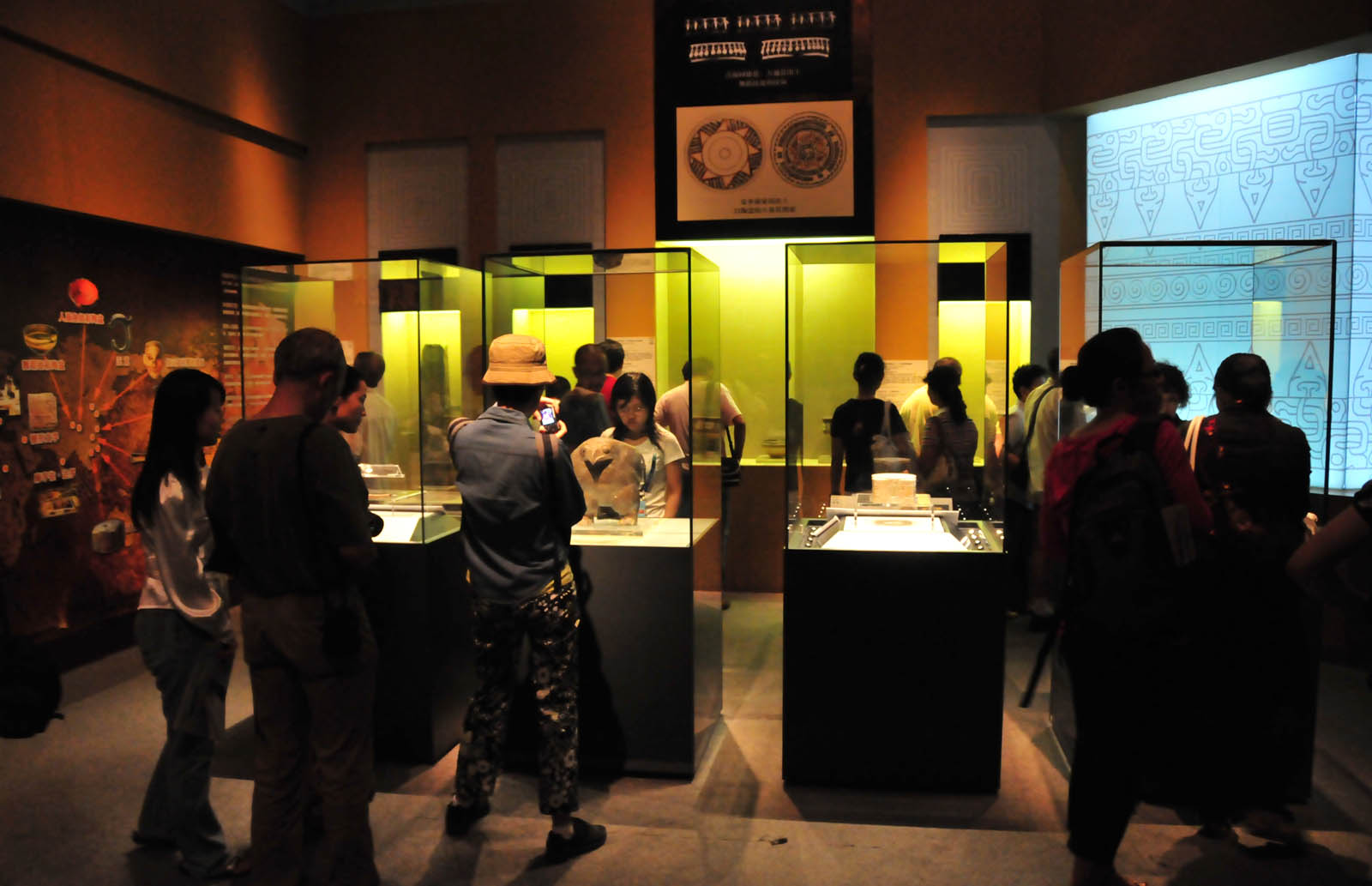
جانب من زوار المتحف

تعتمد المعارض في المتحف الجديد على جمع القطع الأثرية لمتحف العاصمة على مدى السنوات والتراث المكتشفة في بكين باعتبارها المواد الأساسي، وتمتص نتائج الأبحاث الأحدث في تاريخ بكين وتراثها ودراسة الآثار وغيرها من الفروع العلمية المعنوية الأخرى، وتتعلم من التجارب الناجحة للمتاحف الخارجية، مما يشكل المعارض الحديثة ذات خصائص بكين الفريدة.
حينما بدأ بناء متحف العاصمة الجديد في بداية عام 2000، بدأ عمل التأليف لموجز المعارض في نفس الوقت؛ وعمل تأليف موجز المعارض حصل على الإرشادات من كثير من الثقات الأكاديمية للهيئات الأكاديمية العديدة بما فيها أكاديمية العلوم الاجتماعية الصينية وجامعة بكين وأكاديمية العلوم الاجتماعية بكين وغيرها، مما سعى في إظهار النتائج والأحدث المعروفة في دائرة الأكاديمية. وتصميم المعارض باستخدام فكرة التصميم الجديدة يسعى أن يتجاوز نمط العرض التقليدي الممل، والاستفادة الكاملة من التقنيات والأساليب الحديثة للعرض من أجل خلق جو العرض المتنوع، مما يجلب للمشاهدين الخبرة السياحية بتجربة لأنفسهم، وأنه ييميز شكليا بالألفة والمتعة والتفاعلية ويؤدي إلى متعة لنوس العامة والخاصة.
صمم المتحف على طراز العمارة الصينية القديمة ويتألف من خمسة طوابق فوق الأرض وطابقين تحت الأرض وهدف هذا المتحف هو إظهار الآثار الثقافية للعالم وإجراء البحوث الهامة حول القطع الأثرية وجمع معلومات كافية عنها وعرضها ليتعرف الزوار عليها بشكل أفضل.
- الطابقين اللذان تحت الأرض :[2]

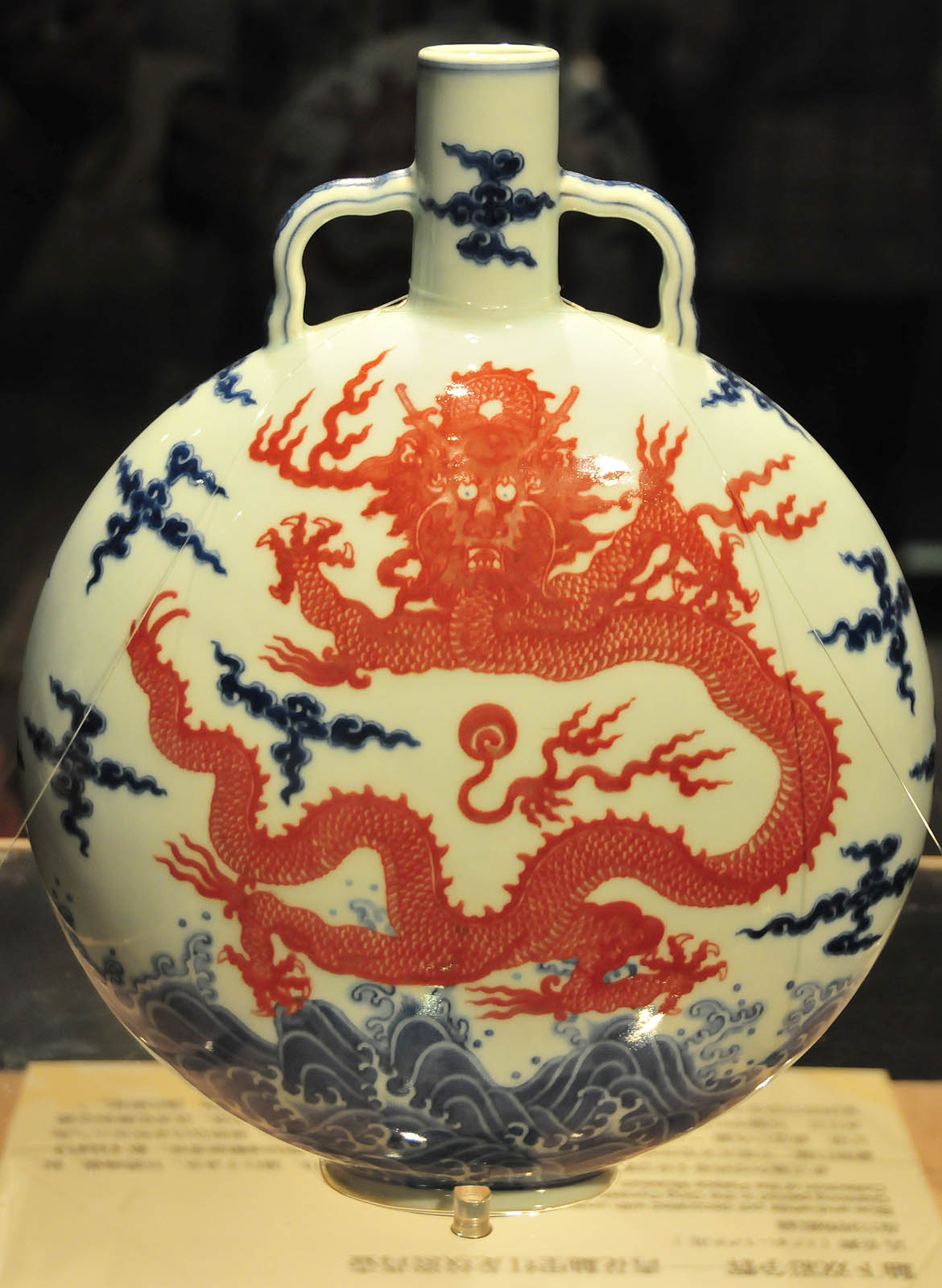
متحف العاصمة بكين

هما عبارة عن معرضان مؤقتان ويتم تجديدهما باستمرار وأما الطابق الأول فوق الأرض فيعرض فيه كيفية تطور المدينة من العصور القديمة إلى أن تم تأسيس الصين الجديدة ويعرض فيه أكثر 675 قطعة أثرية ثقافية وعدد من الرسوم البيانية وبعض الأدوات الحجرية والأواني الخزفية.
- الطابق الثاني :

يعرض فيه أعمال الخط العربي التي يمكن تقسيمها إلى فئتين وهما أعمال الخط العربي لأشهر الفنانين وأعمال الخط العربي لأعضاء العائلة الملكية بالإضافة لـ 53 قطعة منقوش عليها بالخط العربي.
- الطابق الثالث :

يحوي على 107 قطعة أثرية ومجموعات خزفية وهي مجموعة رائعة كروية الشكل ملونة بلوني الأزرق والأبيض.
- الطابق الرابع :

يعرض كيف كانت حياة الصينين قديماً وعاداتهم وتقاليدهم مثل كيفية إقامة حفلات الزفاف أو الاحتفال بحدث معين وإقامة المهرجانات السنوية الممتعة.
- الطابق الخامس :

يوجد قاعة بيضوية الشكل تضم 150 قطعة من الأعمال الفنية وأحجار حبرية شهيرة وبعض القطع الصغيرة المستخدمة سابقاً مثل فرشاة الكتابة والكثير الروائع التراثية.

## المجموعات الأثرية

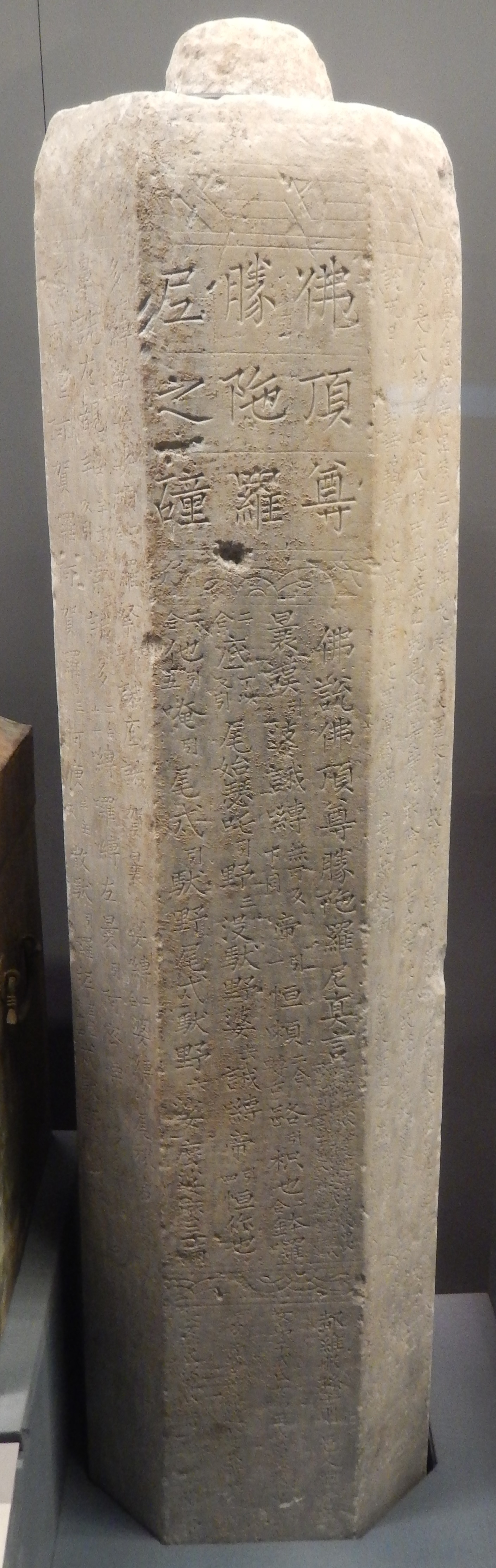
منقوش

الموقع المحدد لمتحف العاصمة يؤثر على المحتويات لمعارضه: العروض الاساسية والعروض الرائعة والمعارض المؤقتة.
- العروض الأساسية :

<<عاصمة بكين القديمة- فصل التاريخ والثقافة>> و<<عاصمة بكين القديمة- فصل بناء المدينة>> و<<عاصمة بكين القديمة---- معرض التقاليد الشعبية في بكين القديم>>. و<<عاصمة بكين القديمة- فصل التاريخ والثقافة>> و<<عاصمة بكين القديمة- فصل بناء المدينة>> هما العروض الرئيسية في متحف العاصمة، وأنهما يقدمان للناس ثقافة بكين الرائعة المذهلة، وتاريخ التنمية لتقدم إلى العاصمة المزدهرة العظيمة خطوة خطوة، وقد أصبحا علامة المعروضات لبناء المتحف من الدرجة الأولى في الوطن.
- العروض الرائعة :

هذه المجموعة تحوي سبعة معارض هي <<معرض الأخزاف الفينة في العصور القديمة>> و<<معرض البرونزية الفنية في منطقة يان>> و<<معرض الخط الفني في العصور القديمة>> و<<معرض الرسوم الفنية في العصور القديمة>> و<<معرض اليشم الفنية في العصور القديمة>> و<<معرض الأعمال البوذية الفنية في العصور القديمة>> و<<معرض التحف الدرسية>>. و<<معرض عاصمة بكين القديمة-التقاليد الشعبية في بكين القديمة>> عرض لاستكمال وتعميق ثقافة بكين. وفي كل المعارض كما في الأعلى 5622 تحفة أثرية ثقافية لجمع المتحف.
- المعارض المؤقتة:

هي مسرح للدراسة والتمتع بالعلاقات التبادلية بين ثقافة بكين وبين ثقافة المناطق الأخرى الصينية وبين الثقافة الصينية والثقافة العالمية.
معظم المجموعات الأثرية اكتشفت بعد تأسيس جمهورية الصين الشعبية فبعضها يعود للعصر الحجري والآخر للعصور التي تليه ويضم مجموعة كبيرة من قطع الخزف القديمة، والبرونزية، وفن الخط العربي، والرسم، واليشب، ومنحوتات كثيرة يصل عددها إلى 200.000 قطعة اثرية وتماثيل بوذية من الصين الإمبراطورية. ومن بين المعروضات 166 قطعة أثرية عمرها حوالى 2500 عام.

## معرض الصور

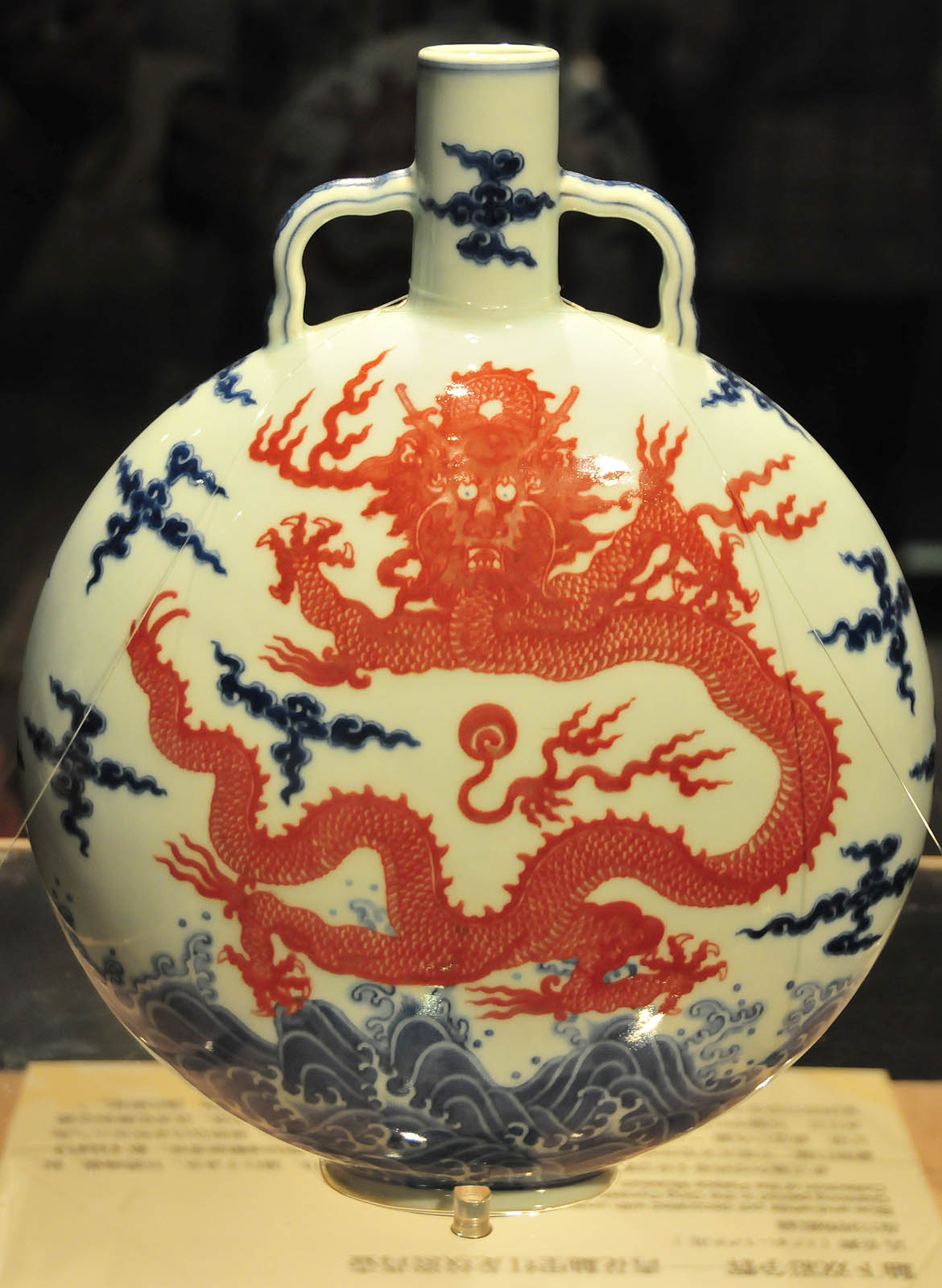
متحف العاصمة بكين
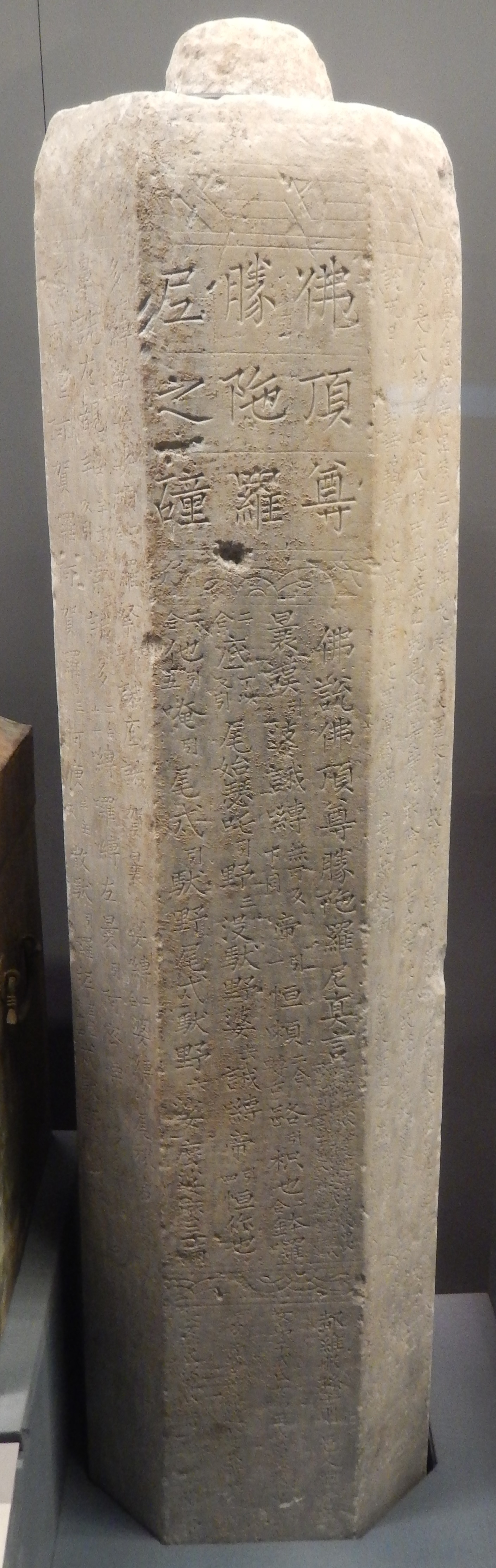
منقوش
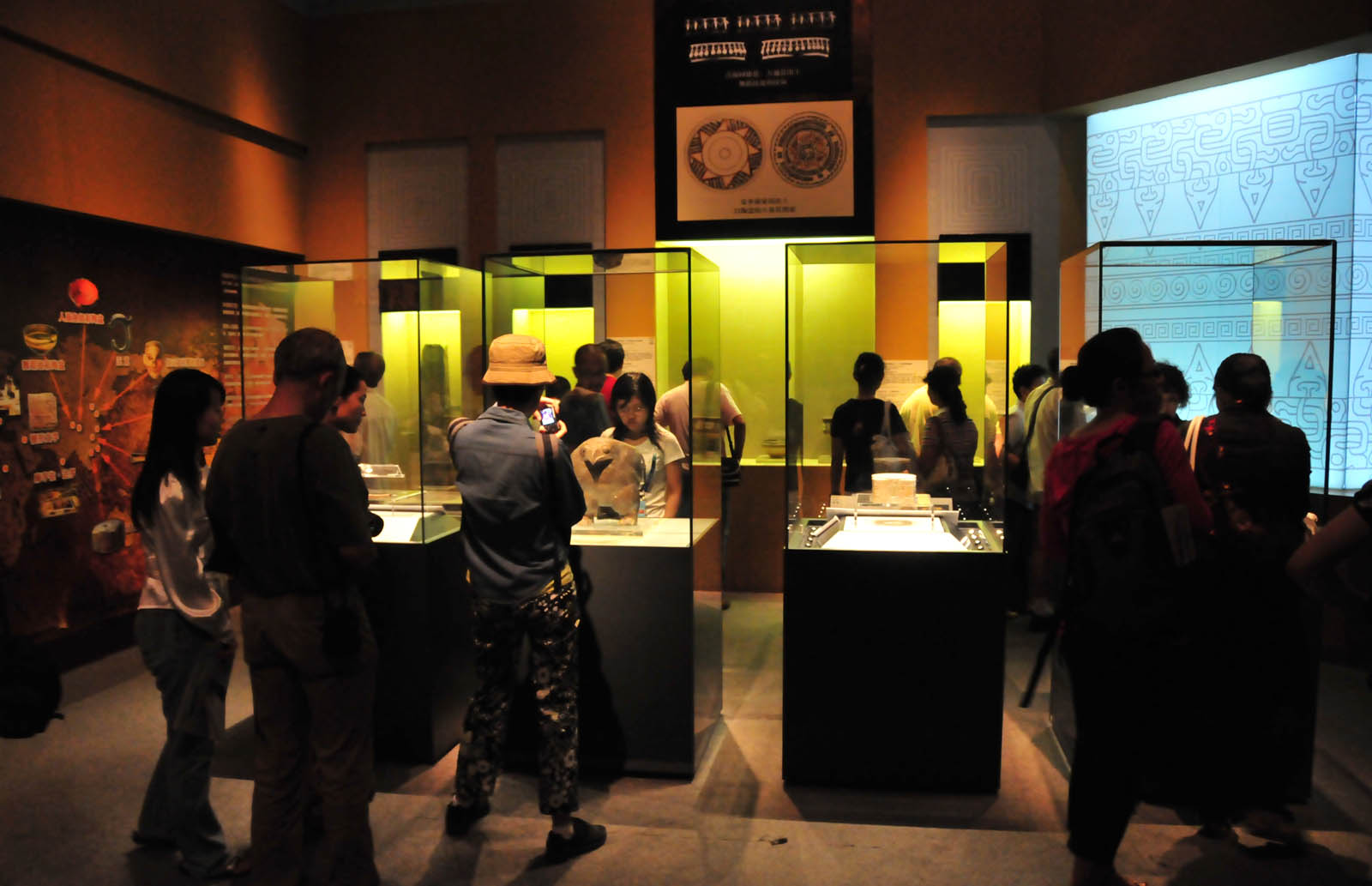
جانب من زوار المتحف
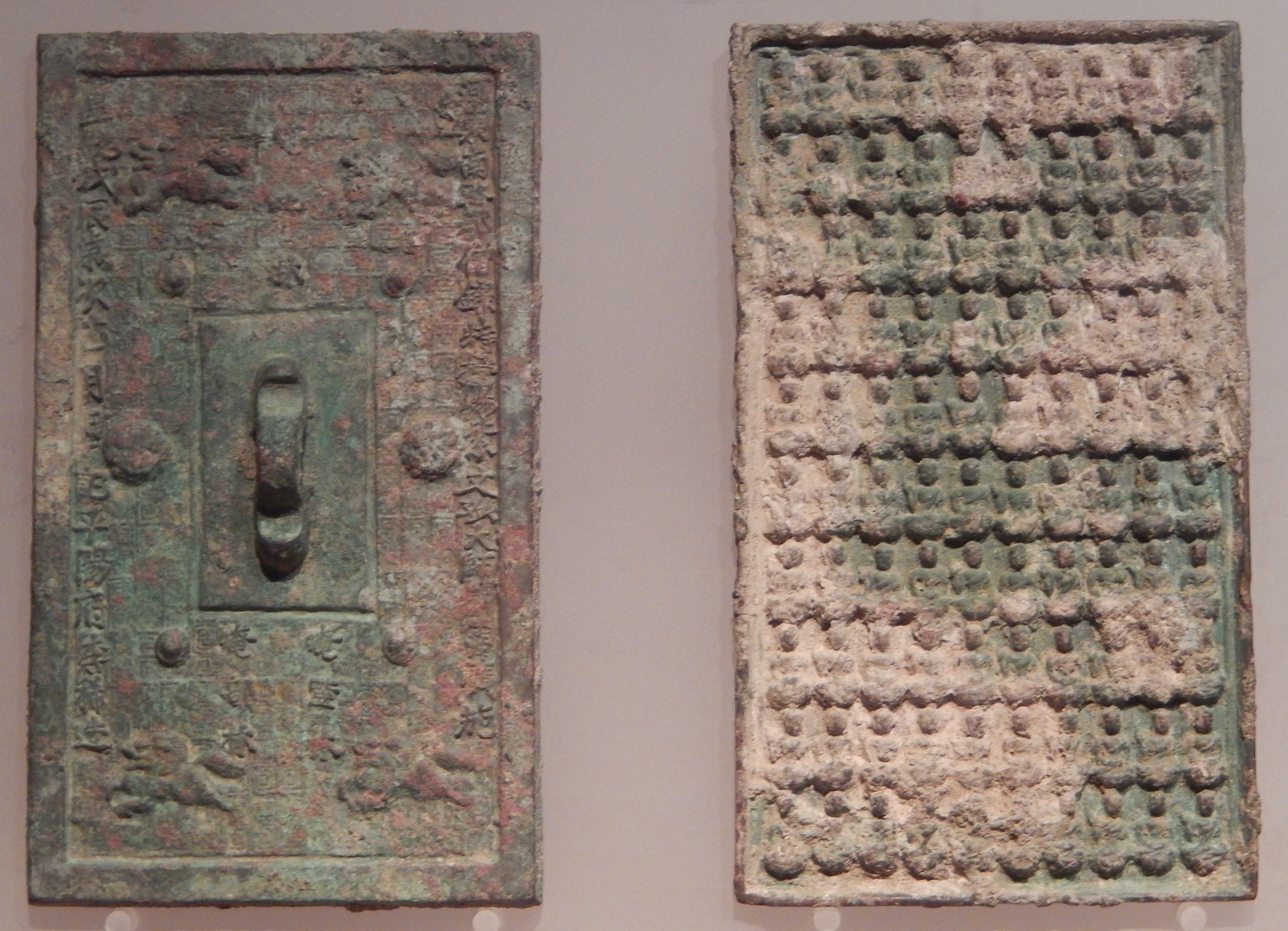
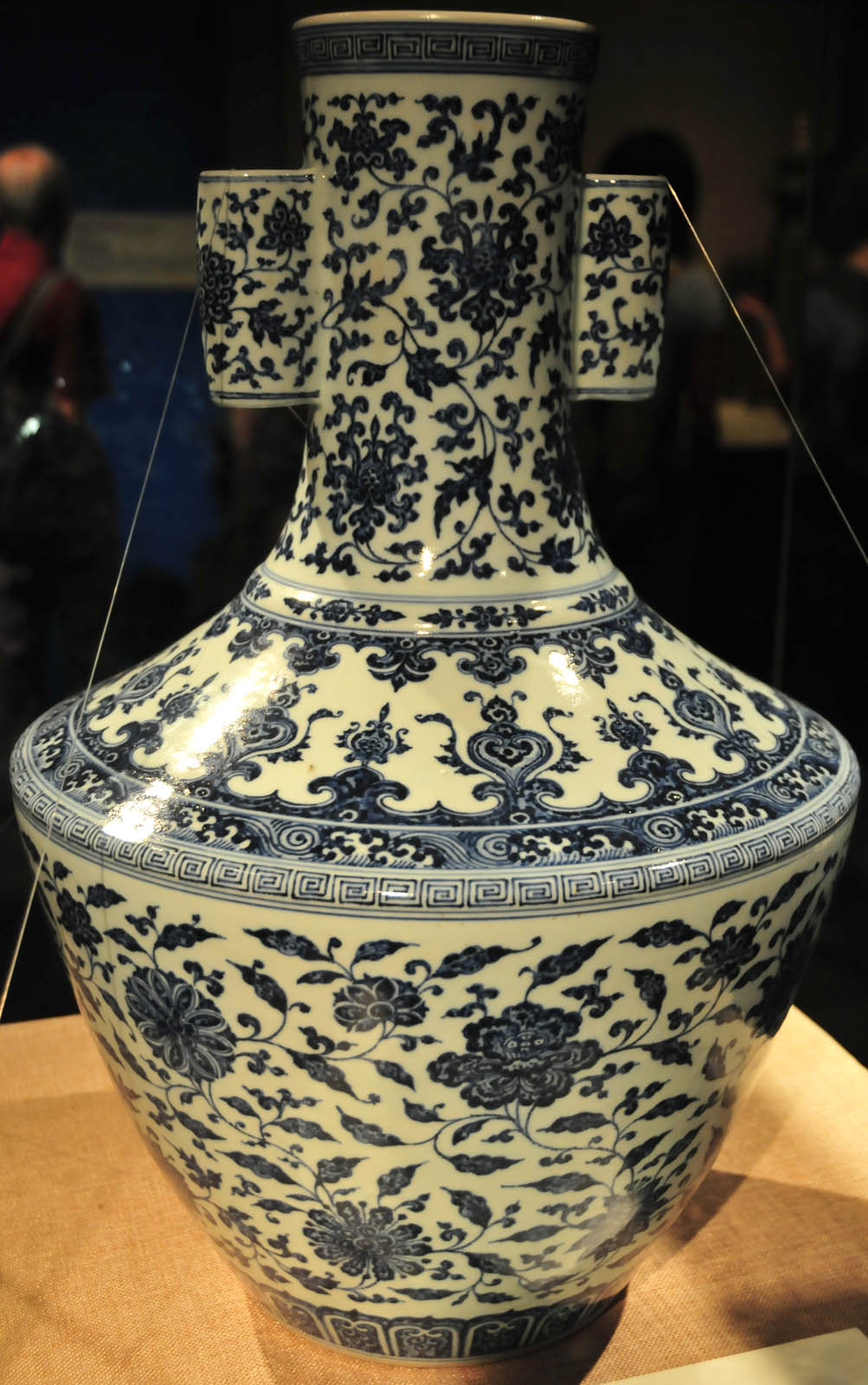
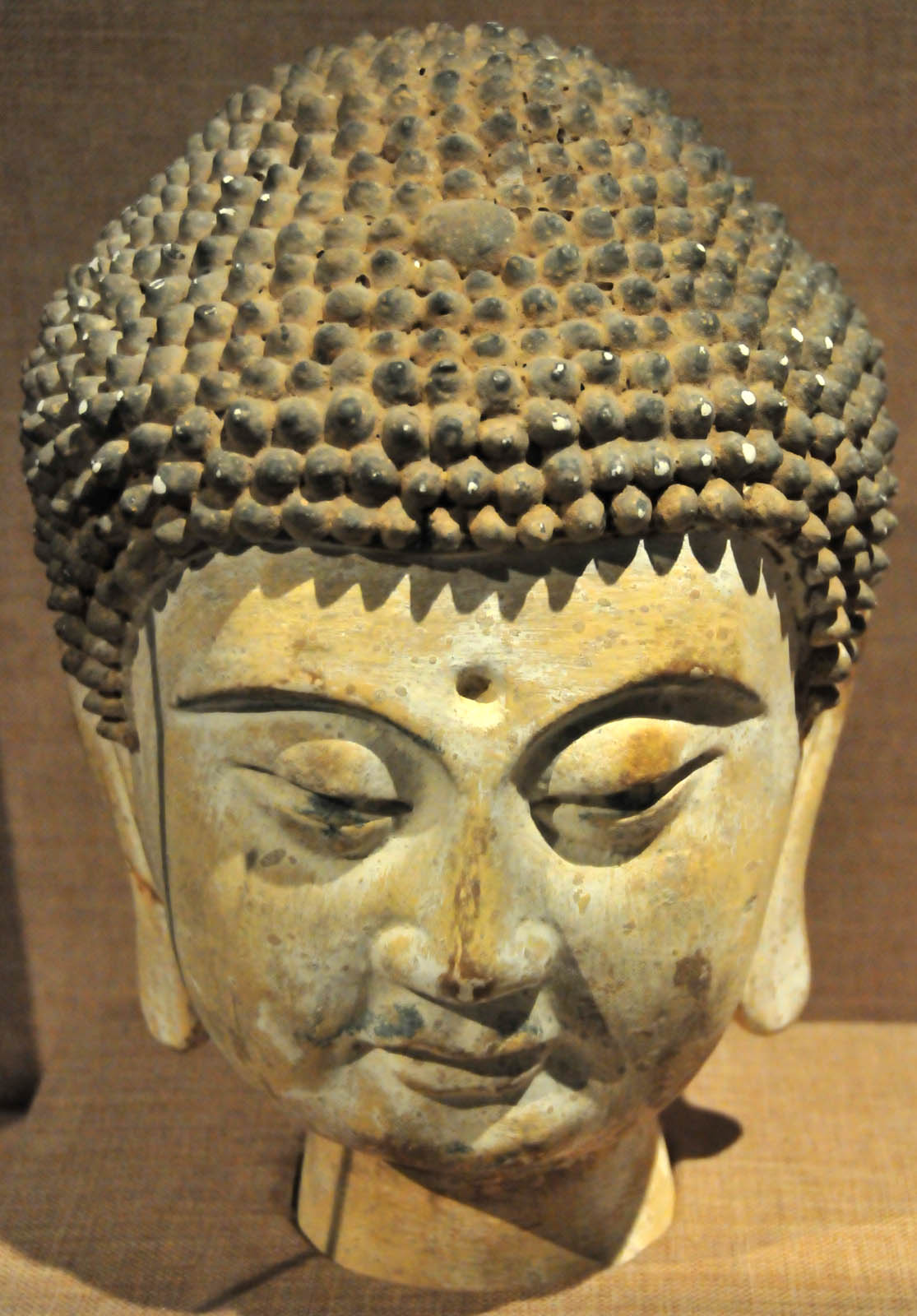
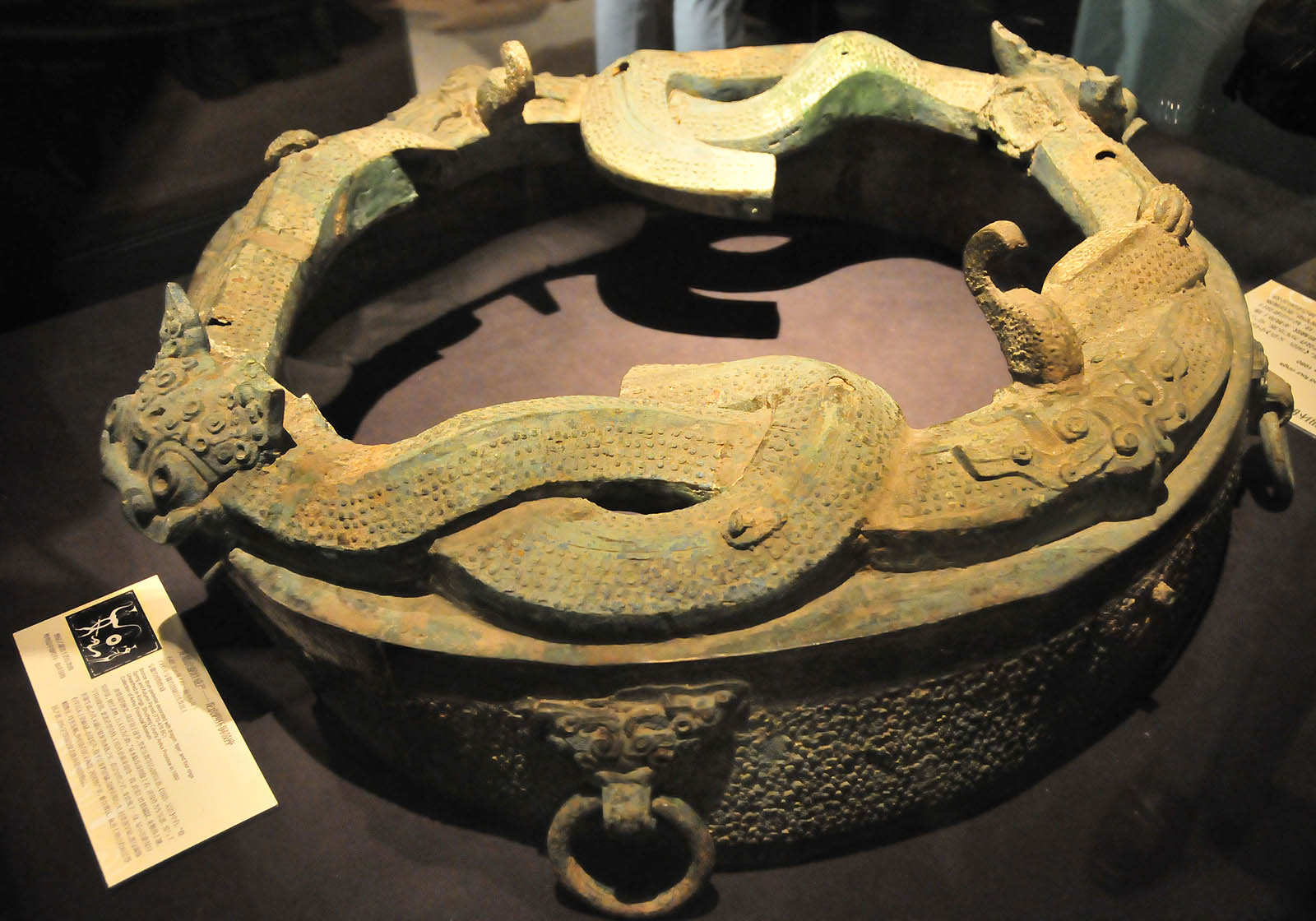
من منحوتات المتحف
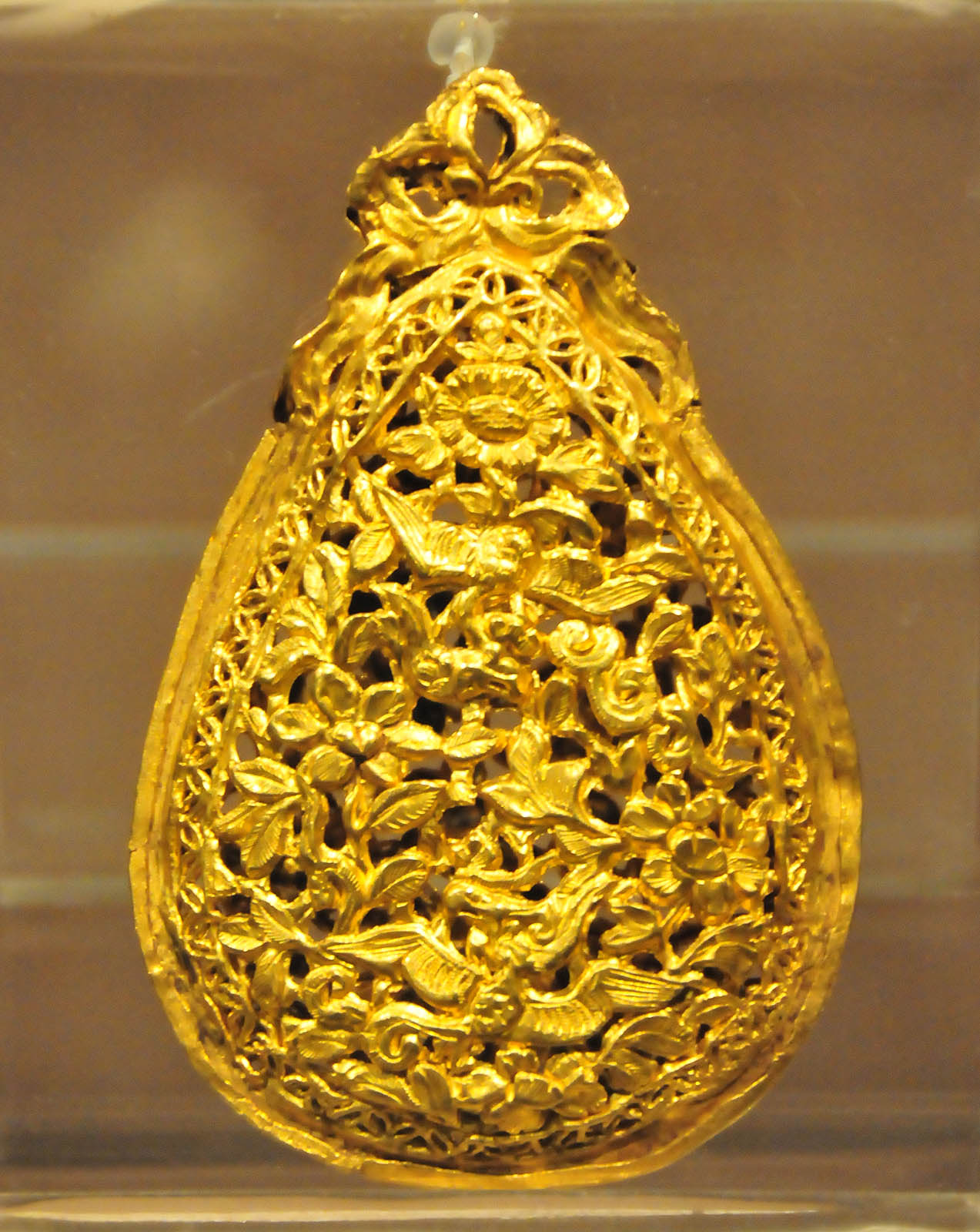
منقوشات المتحف
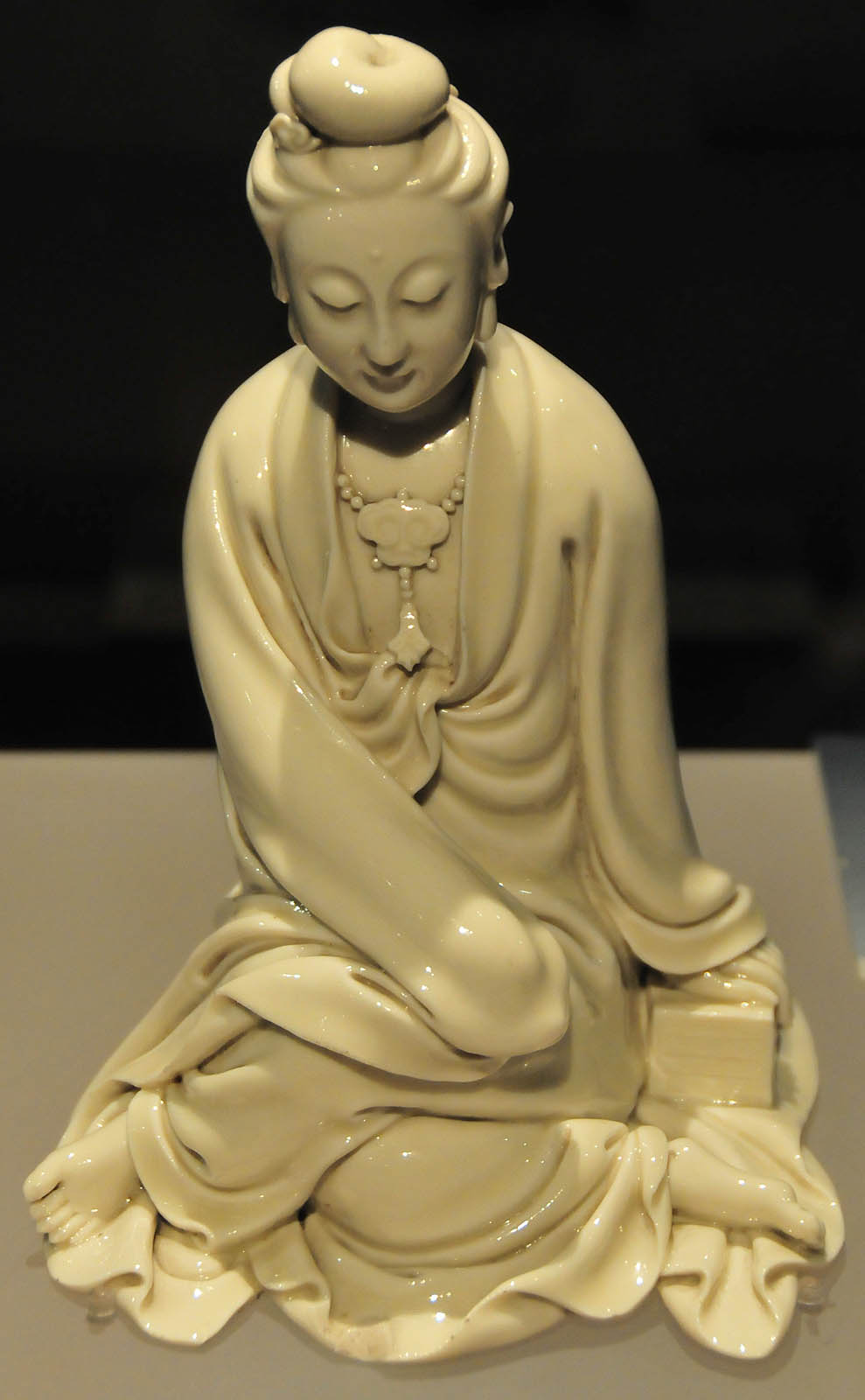
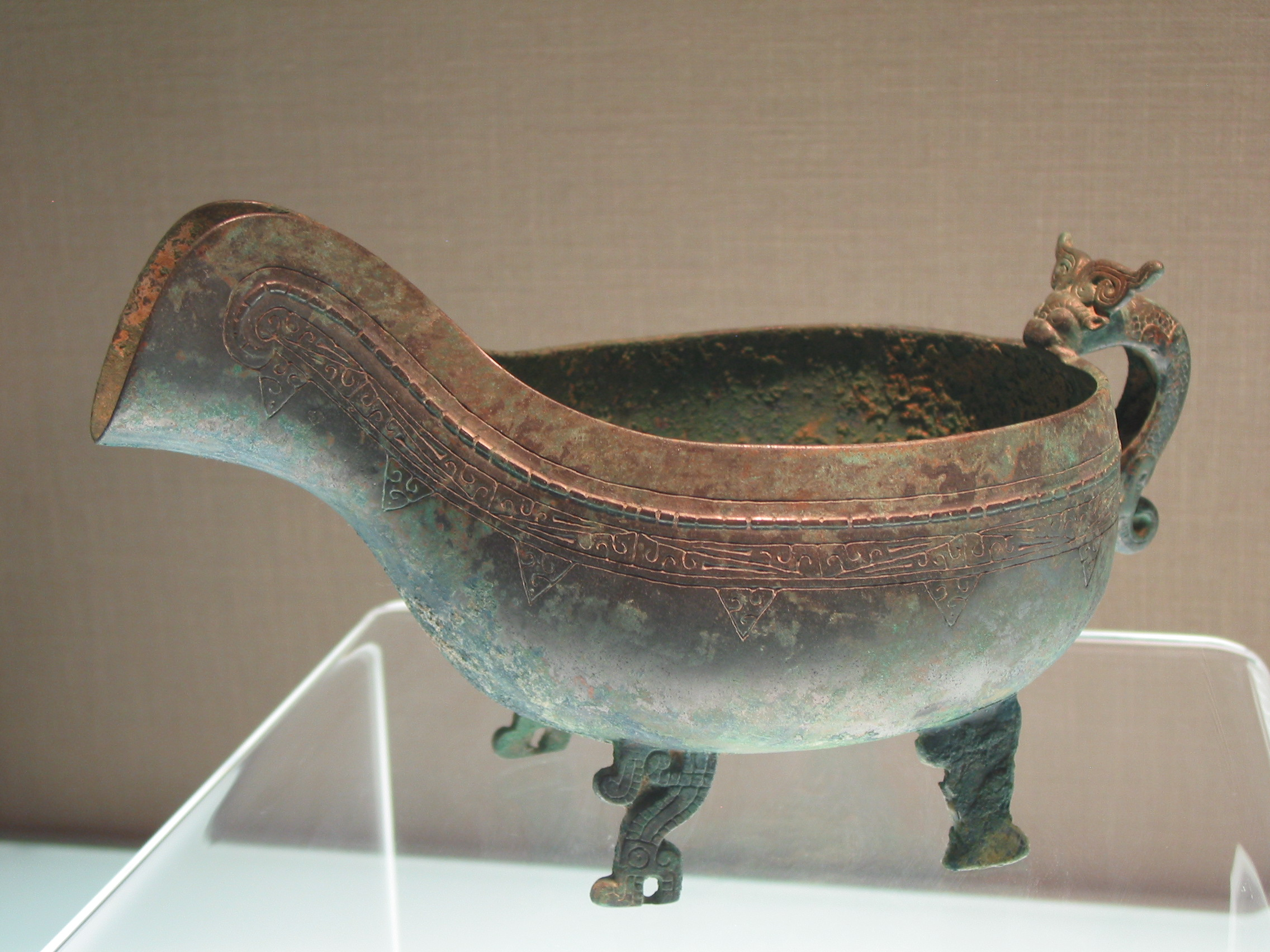
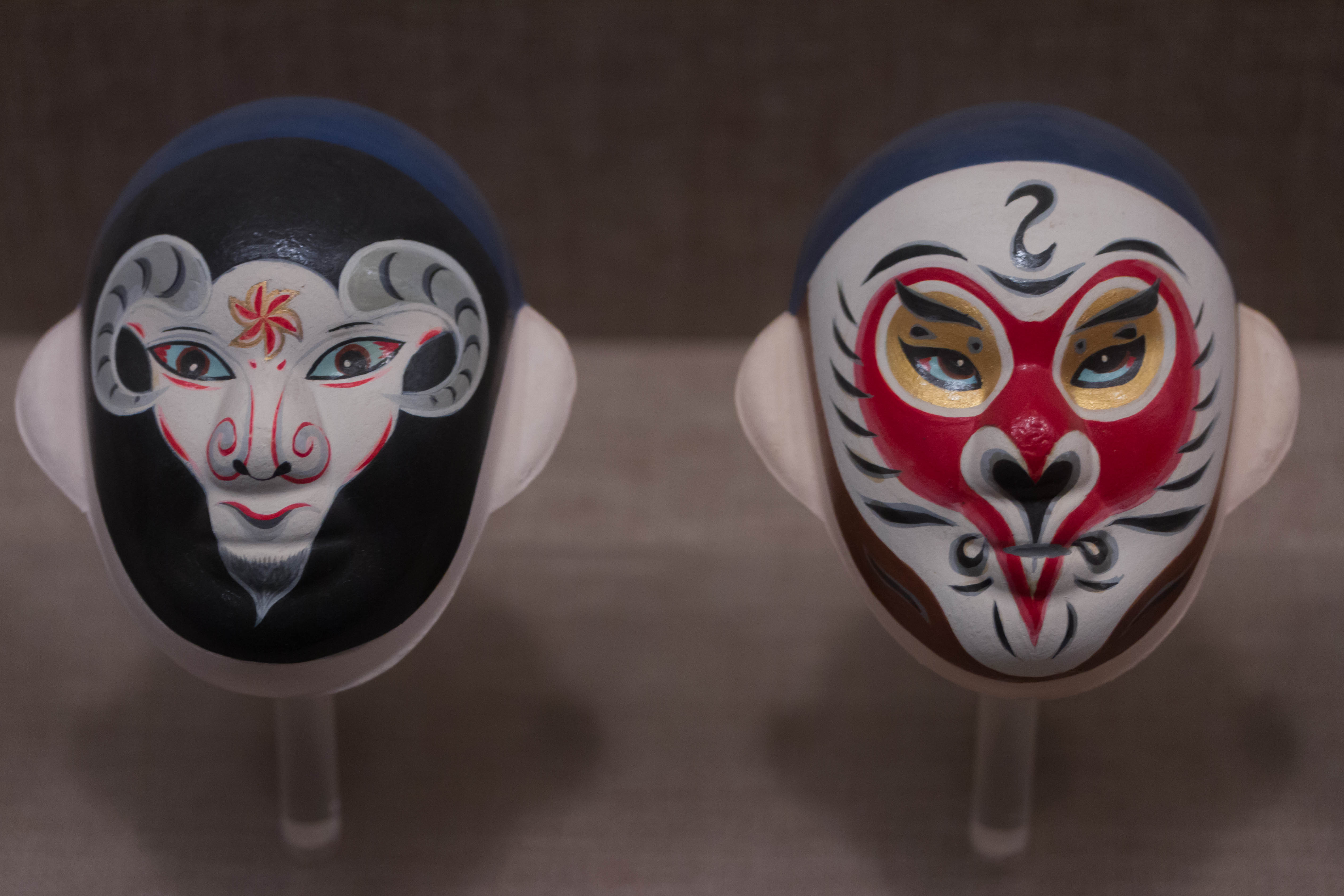
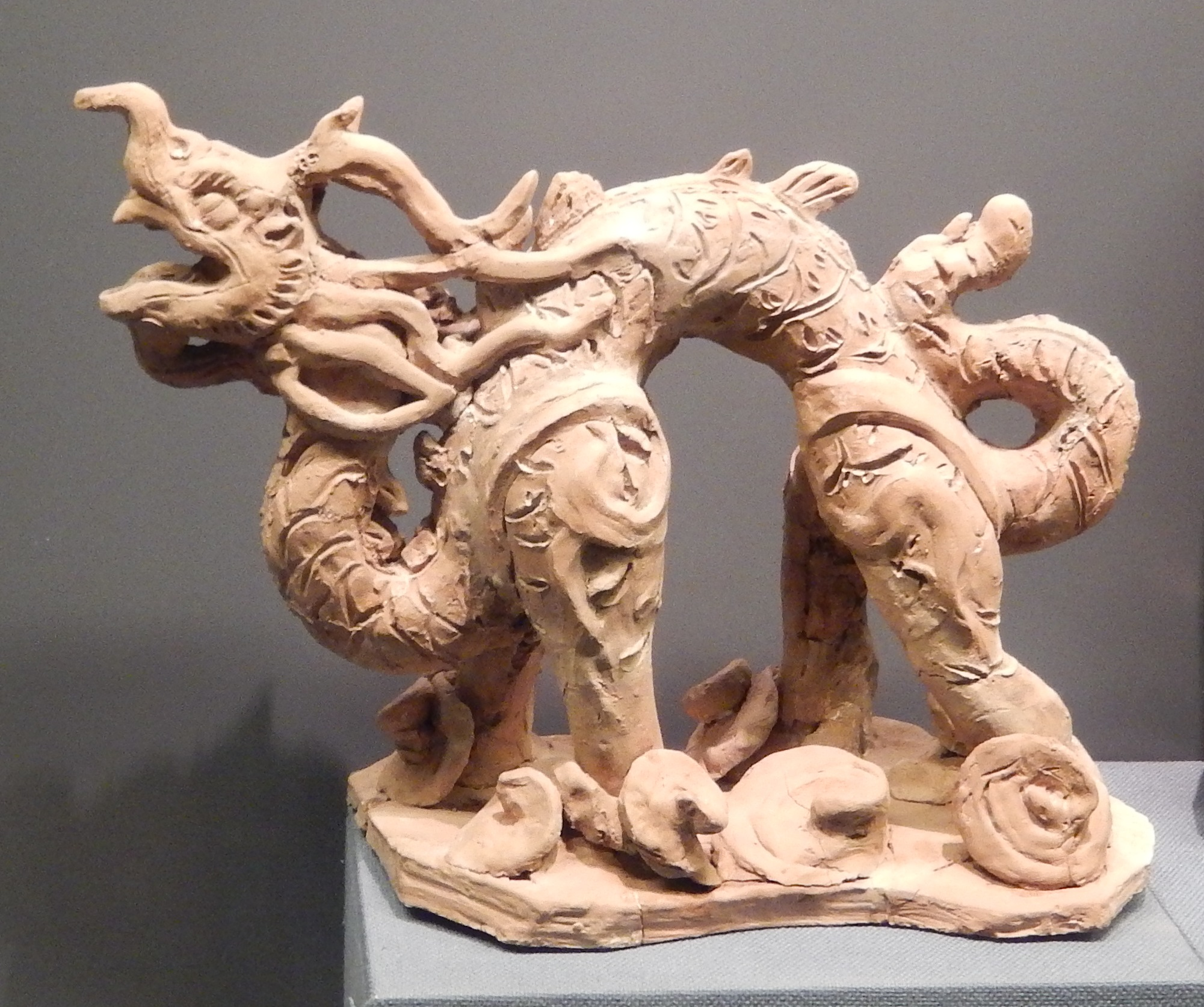
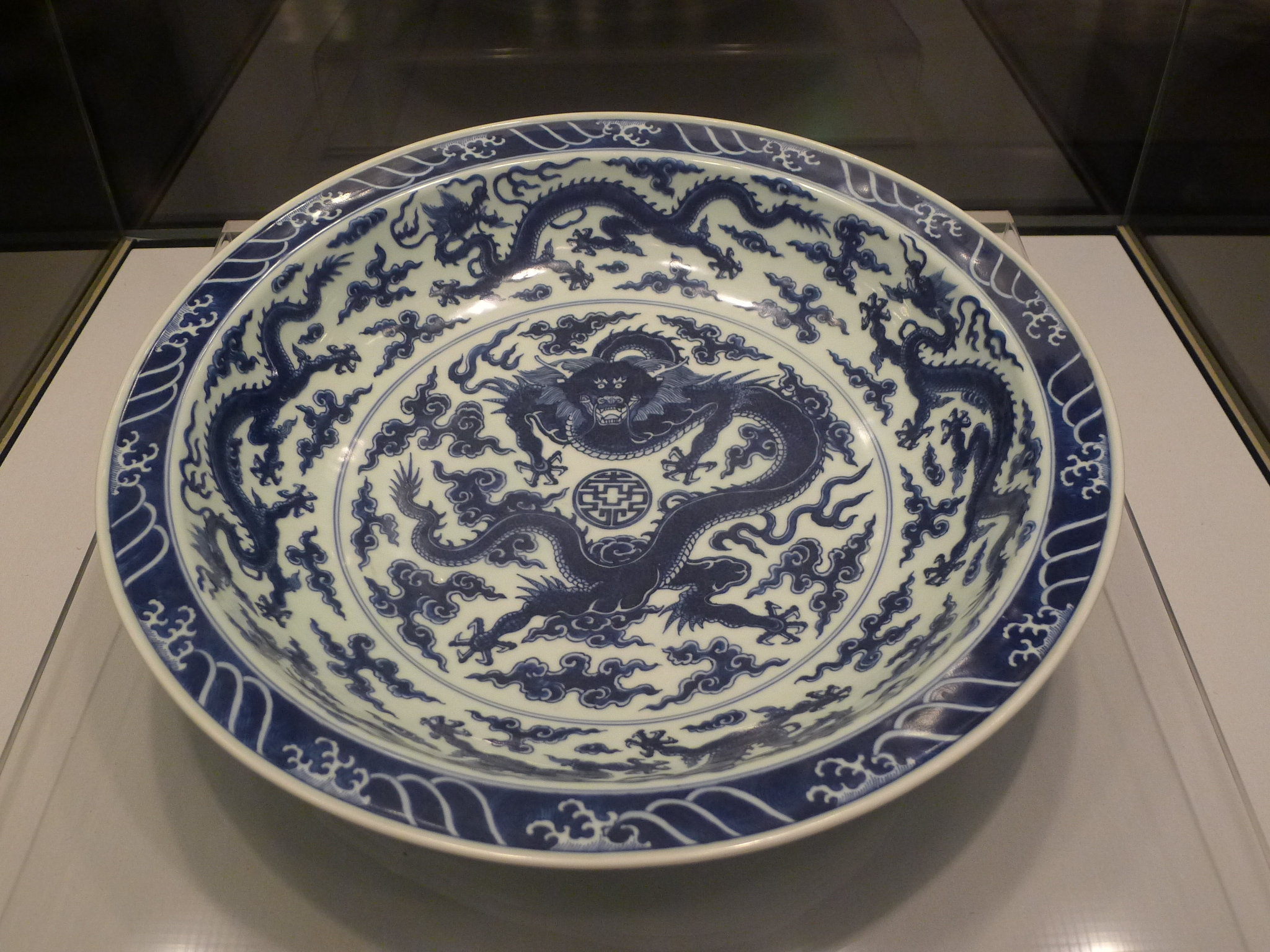
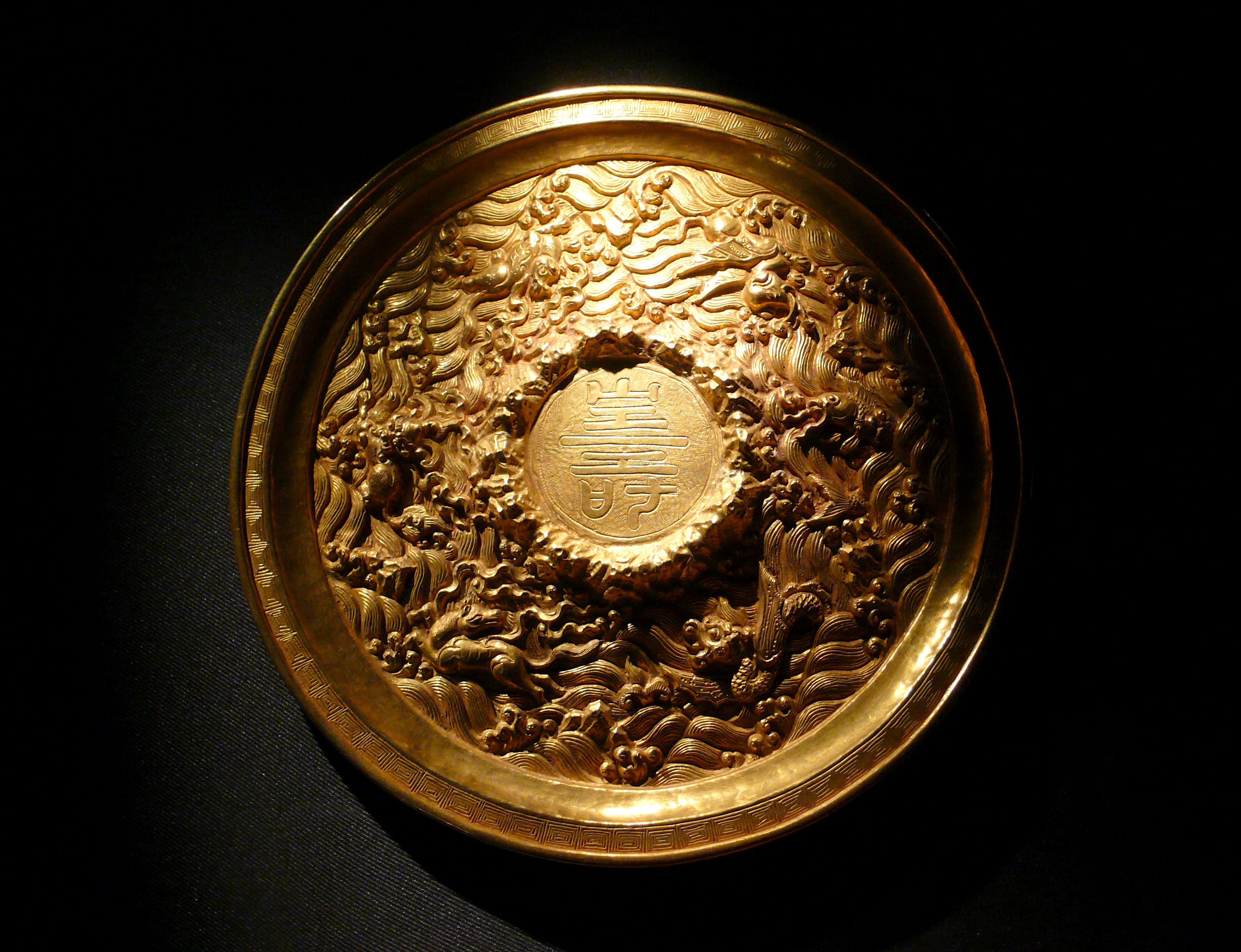
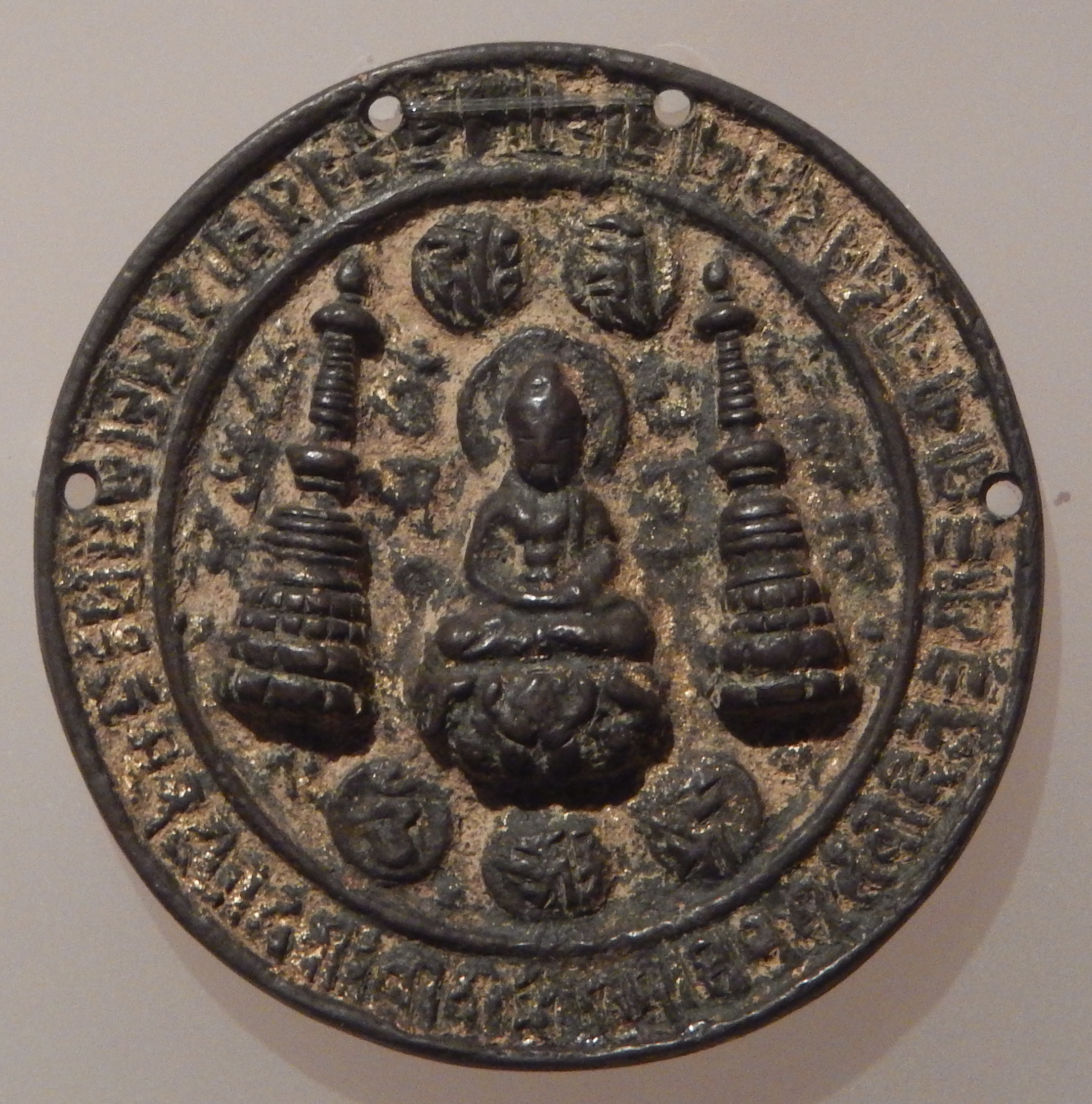
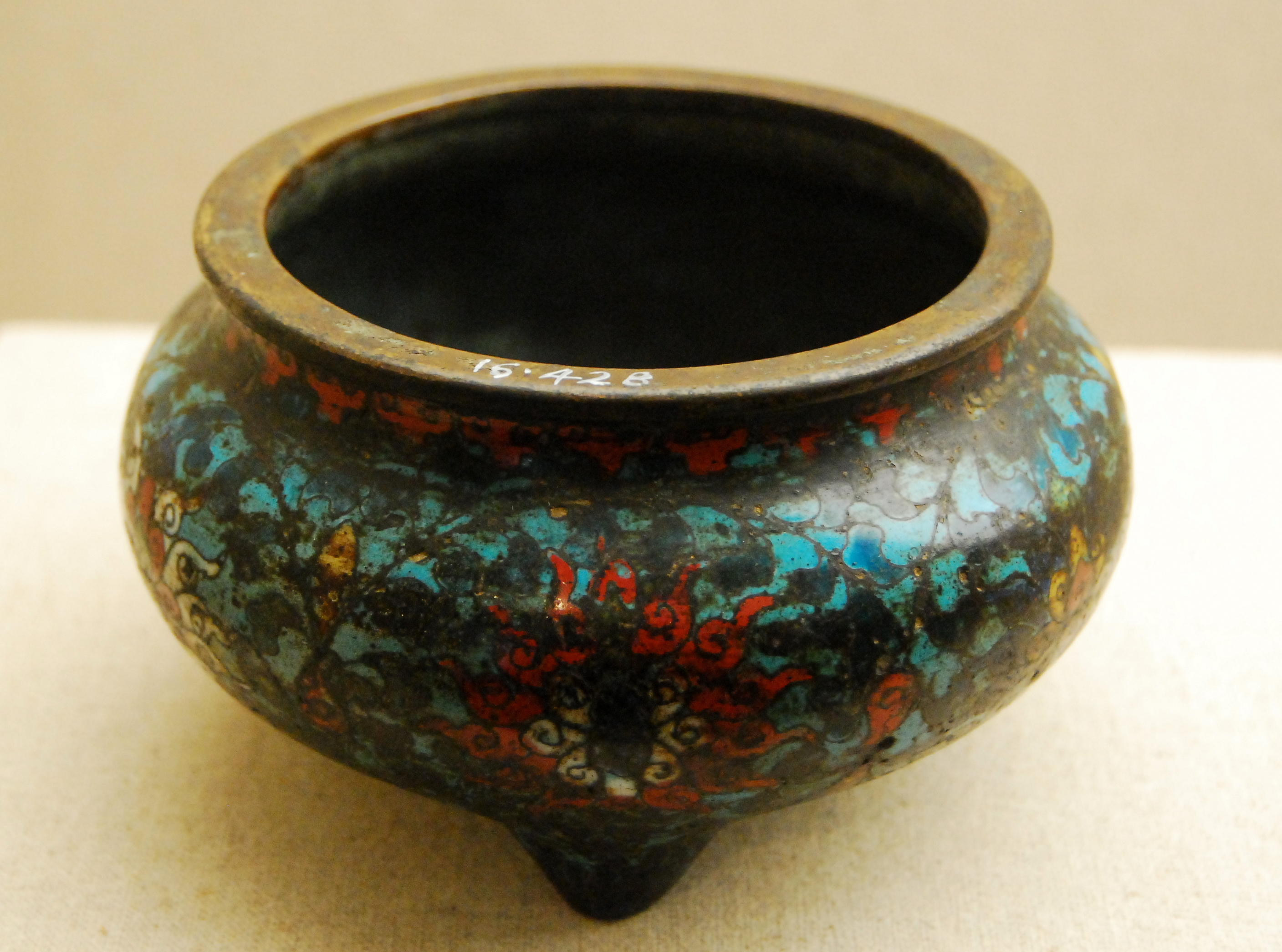

## انظر ايضًا
- المتحف الوطني لبحر الصين الجنوبي
- يشب
- خزف صيني
- فن الخط في شرق آسيا
- خيال الظل
- بكين

## وصلات خارجية
- الموقع الرسمي لمتحف العاصمة بكين على شبكة الإنترنت (إنجليزي).